# Phalacropterix fritschi
Phalacropterix fritschi é uma espécie de insetos lepidópteros, mais especificamente de traças, pertencente à família Psychidae.
A autoridade científica da espécie é Hättenschwiler, tendo sido descrita no ano de 2003.
Trata-se de uma espécie presente no território português.